# Хуммельсхайн
Хуммельсхайн (нем. Hummelshain) — община в Германии, в земле Тюрингия. 
Входит в состав района Заале-Хольцланд. Подчиняется управлению Зюдлихес Залеталь.  Население составляет 596 человек (на 31 декабря 2010 года). Занимает площадь 17,57 км².